# MN 113. Felderítő Zászlóalj
A Magyar Néphadsereg 113. Felderítő Zászlóalj a Magyar Néphadsereg MN 7. Gépesített Lövészhadosztály közvetlen alakulata volt 1958-1988 között.

## Története
Az alakulat 1958-ban alakult meg felderítő szakaszként, és 1958-ban szervezték át felderítő századdá Kiskunfélegyháza helyőrségben.
Igazi fejlődés az 1961-ben létrehozott 5. Hadsereg létrehozása következett be. A 7. Gépkocsizó Lövészhadosztály az 5. Hadsereg alárendeltségébe került.
A nagy változást 1962. ősze jelentette amikor a felderítő századot felderítő zászlóaljjá szervezték át 1962. november 1-től. A többi hadosztály felderítő zászlajai is ekkor álltak fel.
A felderítő alegységek szervezetét parancsnoksággal és törzzsel egészítették ki, ami néhány főből áll. (ügyvitel, pénzügy, szaktiszthelyettesek). A zászlóalj szervezetében híradó- és egy ellátó szakasz mellett egy BRDM-felderítő század (állományában egy BRDM-szakasz 3 járművel, egy oldalkocsis motorkerékpáros szakasz és egy ejtőernyős felderítő szakasz) volt.
1964-65-ben az "ADRIA" szervezési feladat során elkezdődött a felderítő csapatok ellátása a magyar gyártmáynú  D-442-es FUG-kal, ill. úszó harckocsikkal (UHK-al).
Ekkor tájt a felderítő zászlóalj a következőképpen szerveződött:
- Parancsnokság- és Törzs
- FUG-század 3 db FUG szakasz (10 db) és 1 db oldalkocsis mootorkerékpár szakasz (12 db)
- UHK-század 2 db szakasz (5db UHK)
- Mélységi ejtőernyős felderítő szakasz 3 db MFCS-al
- RÁF-század (hadművelet csoport, felderítő lehallgató szakasz, iránymérő szakasz)
- Kiszolgáló alegységek: szállító- ellátó- javító raj, zászlóalj ellátóhely.

Mivel a 7. Gépkocsizó Lövészhadosztály második lépcsős hadosztály volt hasonló szervezettel rendelkezett, de erősen csökkentett „B" állománnyal és az első lépcsőben lévő felderítő zászlóaljaktól lecserélt harci technikával került feltöltésre.
Azért, hogy a létszámmal és felderítő technikai eszközökkel rendelkező keretzászlóaljak hivatásos állománya foglalkoztatva legyen, a 7. gépkocsizó lövész hadosztály felderítő zászlóaljának feladata volt az egyetemi előfelvételizett állomány kiképzése, míg a 4. gépkocsizó lövész hadosztály felderítő zászlóalja tartalékos tiszti kiképzést folytatott (évente 25-30 fővel).
Fontos megjegyezni, hogy 1966-ban megszüntették a csapat- és mélységi felderítő századokban a szakasz szerveződési szintet.
A "VELENCE-II" szervezési intézkedésnek megfelelően 1973. szeptember 1-én módosították a csapatok hadrendjét.
Az első lépcsős felderítő zászlóaljak hadrendje a következők szerint módosult:
- Parancsnokság- és Törzs (6 db parancsnoki PFUG jármű)
- Híradó szakasz
- Csapatfelderítő század: 6 db felderítő csoport (12 db D-944 PSZH-F,  PSZNR-1 lokátor szakasz (3 db lokátor, 3 db GAZ-69)).
- Mélységi felderítő század: 6 db mélységi felderítő csoport
- Rádiófelderítő és rádiótechnikai felderítő század: adatfeldolgozó és vezényló szakasz, rádiófelderítő szakasz, rádiótechnikai szakasz, rádió relé felderítő szakasz
- Kiszolgáló alegységek: szállító- ellátó- javító raj, zászlóalj ellátóhely.

Az 1977-ben a "FERTŐD-I" technikai változást hozott a felderítő alakulatok számára. Javult a felderítő- és híradástechnikai eszközök minősége, és a parancsnoki járművek ZPSZH-F-re lettek cserélve. Azidáig a PFUG-I típusú felderítő járműveket használták.
A MÁTRA-85" tervidőszak során az első lépcsős zászlóaljak RÁF-századainál megszüntették a rádiórelé szakaszt, ill. új technikai eszközök kerültek beszerzésre, mint pl. a BMP-1.
A kivonásra került PSZH-F-ket a másodiklépcsős alakulatokhoz csoportosították át.
1986-87-ben a "BAKONY" középtávú fejlesztési terv részeként annak második üteme volt a sokat emlegetett ún. RUBIN-feladat. A hadsereg-hadosztály-ezred-zászlóalj szervezetet felváltotta a hadsereg-hadtest-dandár-zászlóalj szervezet.
Ennek eredményeképpen átalakult a MN 7. Gépesített Lövészhadosztály felszámolásra került. A megszűnő hadosztályok alakulataik egy részét felszámolták vagy beolvasztották más alakulatokba. Ekkor 57%-os volt a feltöltöttsége a zászlóaljnak.
Az alakulat 1958-tól 1988 őszéig a kiskunfélegyházi laktanyában volt elhelyezve, ahol felszámolásáig tevékenykedett.